# Relaciones entre Bélgica y España
Las relaciones Bélgica-España son las relaciones bilaterales entre el Reino de Bélgica y el Reino de España. Estados miembros de la Unión Europea (UE), ambos forman parte del espacio Schengen y de la eurozona. Son también miembros de la Federación Latinoamericana de Bancos, el G12 y la OTAN.

## Historia
En 1516, Carlos V, soberano de los Países Bajos, acepta las coronas de Aragón y Castilla, y accede a ser Carlos I de España. La historia española con Flandes y Valonia se unía para mantener una muy estrecha relación a lo largo de los siglos. 
Carlos I había nacido dieciséis años antes en la ciudad de Gante. En Bruselas se edificó el Palacio de Carlos V, hoy recuperado en un importante emplazamiento arqueológico. Numerosos comerciantes españoles ya habían viajado a Flandes con anterioridad y habían formado en Brujas una importante comunidad. De hecho en 1330 se crea un consulado especialmente para ellos, y hoy dos hoteles hacen alusión a aquellos tiempos: el Hotel Navarra y el Hotel Aragón. A los comerciantes se sumaron los soldados de Carlos I. Muchos de ellos se quedaron y actualmente quedan familias en Bélgica de clara ascendencia española: los Ayala, los Béjar, los Pérez, los Manrique, etc.

## Relaciones diplomáticas
España y Bélgica mantienen relaciones diplomáticas desde el primer momento de la independencia belga en el siglo XIX. Hasta finales de la Primera Guerra Mundial, la representación española estaba a cargo de un “Ministro Plenipotenciario”. A partir de ese momento, el marqués de Villalobar fue elevado al rango de embajador. Las relaciones entre España y Bélgica, tradicionalmente buenas, no presentaban contencioso significativo alguno.

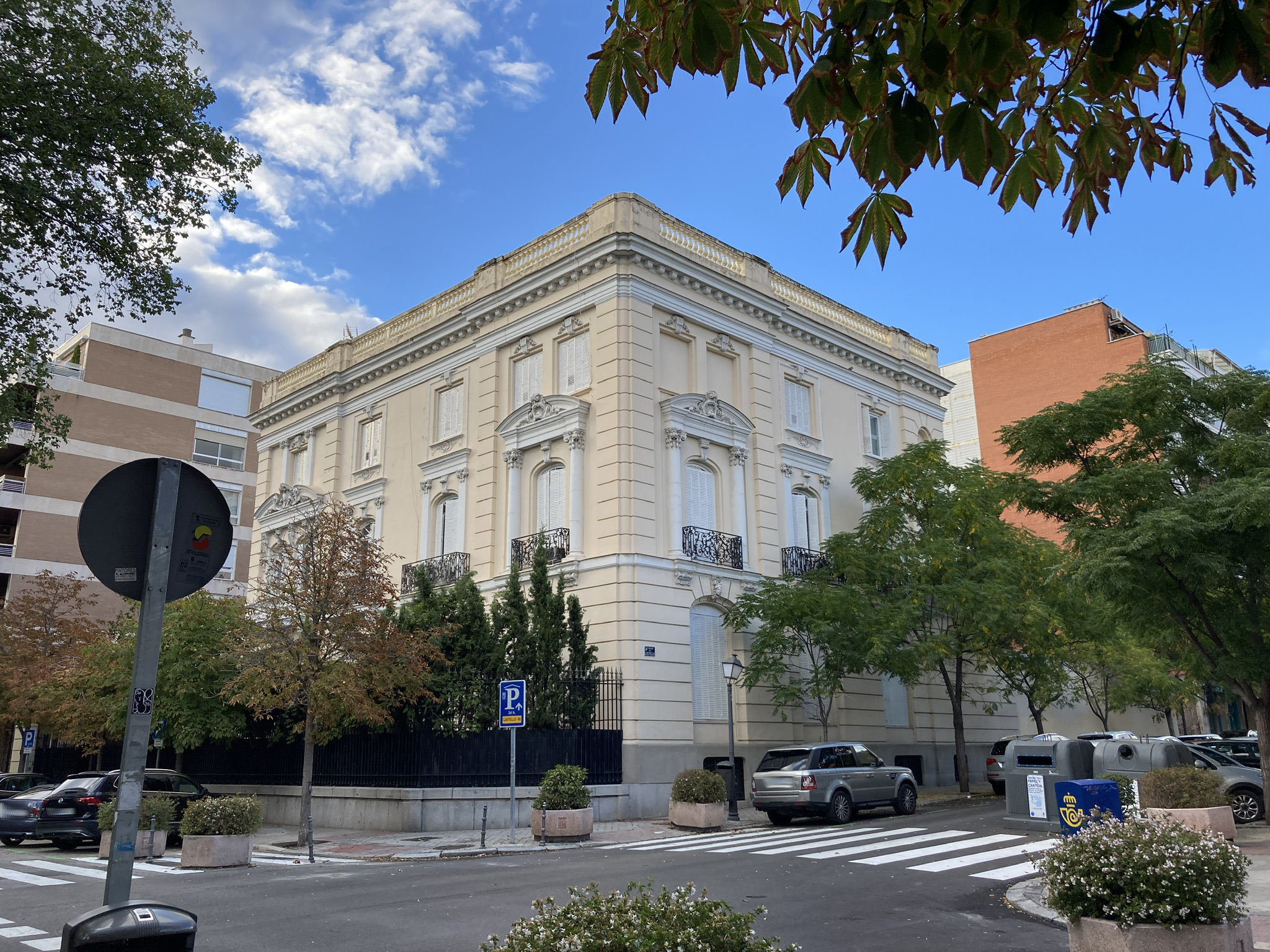
Palacete del Marqués de Rafal, residencia del Embajador de Bélgica.

Tras la Segunda Guerra Mundial, Francisco Franco se negó a extraditar a Léon Degrelle, condenado in absentia por colaboración con la ocupación nazi.
En 1960, el rey Balduino de Bélgica se casó con la española Fabiola de Mora y Aragón, lo que hizo que entre 1960 y 1993 Bélgica tuviera una reina consorte española. 

### Movimientos separatistas en Cataluña y Flandes
Debido a la influencia del separatismo flamenco en la política belga, en materia jurídica existe disparidad de criterios entre ambos países. La justicia belga se ha negado en varias ocasiones a entregar a miembros de ETA acusados de terrorismo a la justicia española. Un ejemplo es el caso de Natividad Jaúregui, en el que Bélgica fue condenada por parte del Tribunal Europeo de Derechos Humanos.
En noviembre de 2017, el presidente de la Generalidad de Cataluña, Carles Puigdemont, aparece en Bélgica después de abandonar el territorio español junto con un grupo de consellers fieles. Puigdemont había sido destituido por el Gobierno español, que había aplicado el artículo 155 de la Constitución española, revocando la autonomía catalana y asumiendo el control de la misma. La justicia española inició los trámites para extraditar al presidente destituido por delitos de sedición, al haber declarado la independencia de parte del territorio español. Los defensores de Puigdemont defendían que se había hecho justicia al dar voz al pueblo catalán. A estos se sumaron la derecha y la extrema derecha independentistas flamencas, que veían en el independentismo catalán un reflejo del suyo propio. El gobierno belga se negó a apoyar oficialmente a Carles Puigdemont al entender que era un asunto interno español, pero al no haber apoyado tácitamente al gobierno de Madrid le sirvió para iniciar una crisis diplomática con el gobierno central de España. El 14 de diciembre, la Audiencia Nacional retiró la euro-orden para detener a Puigdemont y los consellers huidos, por lo que la justicia belga archivó los trámites necesarios para su extradición.
En 2021, después de que la justicia belga rechazara la extradición del rapero Valtònyc, acusado de incitar al terrorismo, la Comisión Europea ha alertado que Bélgica se está convirtiendo en un santuario para los huidos de la justicia española, con la cual el problema no reside en España, sino en la justicia belga que podría estar incumpliendo la normativa europea, además de pecar de parcialidad.
En 2022, la Comisión Europea respaldó al Tribunal Supremo español en el conflicto con Bélgica sobre las euro-órdenes del "procés", exponiendo ante el TJUE que "no hay ningún problema sistémico sobre Estado de Derecho en España" y que las autoridades belgas no pueden añadir requisitos no contemplados en la normativa europea sobre las entregas.

## Relaciones comerciales
En el marco de las inversiones bilaterales, Bélgica ocupa el puesto número 16 en el ranking de países por posición inversora en España (Bélgica como país último de la inversión) con un stock de inversión total, sin tener en cuenta las entidades tenedoras de valores extranjeros (NO ETVE), de 2.668 M€ en 2013 (0,90% del total, últimos datos disponibles) y el puesto número 20 en la lista de países por posición inversora de España en el extranjero, con un stock de inversión total (NO ETVE) de 3.674 M€ en 2013 (1,12% del total, últimos datos disponibles).

## Misiones diplomáticas
- Bélgica tiene una embajada en Madrid y cuatro consulados-generales en Madrid, Barcelona, Santa Cruz de Tenerife y Alicante.[12]
- España tiene una embajada y un consulado en Bruselas.[13][14]